# Pyrokinesi
Pyrokinesi (av gr. pyr, "eld", och kinesis, "rörelse"), ett förmodat parapsykologiskt fenomen som innebär att med blotta viljan framkalla brand. Utövaren kallas pyrokinetiker. Pyrokinesi har varit tema i flera amerikanska filmer, bl.a. Carrie och Eldfödd.
Pyrokinesi kan också relateras till förmågan att kontrollera eld, som bland annat Pyro i X-Men.